# Jupiter i Antiope
Jupiter i Antiope (niderl. De als sater vermomde Jupiter bespiedt de slapende Antiope) – obraz flamandzkiego malarza późnego baroku Antoona van Dycka.

## Geneza obrazu
Obraz przedstawia scenę uwiedzenia Antiope przez Jowisza. Historia została zaczerpnięta z Metamorfoz Owidiusza i ma zupełnie innych pierwotnych bohaterów. Owidiusz opowiada o Arachne, tkaczce mieszkającej w Lidii. Jej rękodzieła były znane zarówno wśród ludności, jak i wśród bogów Olimpu. Pewnego razu do zadufanej kobiety przyszła Atena pod postacią starej kobiety. Chciała nakłonić ją do zachowania skromności. Arachne odmówiła starszej kobiecie, ta ujawniła kim jest i stanęła w zawody z tkaczką. Jej tkanina przedstawiała głupców ukaranych za swoją butę; Arachne utkała dzieło, na którym przedstawiła bogów oddających się rozpuście oraz miłosne podboje Jupitera.

## Opis obrazu
Na tkaninie Arachne znalazł się m.in. motyw Porwania Europy oraz uwiedzenia Antiope przez Jowisza uwieczniony przez Antona van Dycka. Obraz przedstawia nagą dziewczynę pogrążoną we śnie. Jowisz pod postacią lubieżnego satyra, ściąga ostatni fragment szaty i jak głosi legenda posiadł Antiope w następstwie czego spłodził bliźnięta. Przedstawienie Jowisza pod postacią Satyra z rogami, związane było z jego hedonistycznymi manierami oraz symboliczną nieokrzesaną siłę i płodność. Obok Satyra van Dyck umieścił orła trzymającego w dziobie wiązkę błyskawic, atrybut Jowisza. W ten sposób odróżnił ukazaną scenę od popularnych wyobrażeń pogoni satyrów za nimfami wśród artystów XVII wieku.
Anton van Dyck wykonał kilka kopii tego samego obrazu. Jedna z nich znajduje się w Gandawie w Museum of Fine Arts.